# Anastas Mikoian
Anastas Ivanovici Mikoian (engleză pronunție: /miːkoʊˈjɑːn/; în rusă Анаста́с Ива́нович Микоя́н; în armeană Անաստաս Հովհաննեսի Միկոյան, transliterat: Anastas Hovhannesi Mikoyan; n. 13/25 noiembrie 1895, Sanahin⁠(d), uezdul Borcealî⁠(d), Imperiul Rus – d. 21 octombrie 1978, Moscova, RSFS Rusă, URSS) a fost un revoluționar comunist, vechi bolșevic și om de stat sovietic armean. După ce a fost ales în Comitetul Central în 1923, a fost singurul politician sovietic care a reușit să rămână la cele mai înalte niveluri de putere în cadrul Partidul Comunist începând din ultima perioadă a lui Lenin, prin epocile lui Stalin și Hrușciov, până la retragerea sa pașnică în timpul conducerii lui Brejnev.
Mikoian a aderat de timpuriu la la cauza bolșevică și a participat la Comuna din Baku sub conducerea lui Stepan Șaumian în timpul Războiului Civil Rus din regiunea Caucazului. În anii 1920 a ocupat funcția de prim-secretar al regiunii Caucazul de Nord. În timpul guvernării lui Stalin, Mikoian a deținut mai multe funcții guvernamentale înalte, inclusiv cea de Ministru al comerțului exterior. Cu toate acestea, în anii 1940, Mikoian a început să se mai numere printre favoriții lui Stalin. În 1949, și-a pierdut postul de ministru al comerțului exterior pe care îl deținea de multă vreme, iar în octombrie 1952, Stalin l-a atacat dur la Congresul al 19-lea al partidului. După moartea lui Stalin din 1953, Mikoian a preluat din nou un rol de lider în elaborarea politicilor. Împreună cu Hrușciov, a elaborat politica de destalinizare, iar mai târziu a devenit  Prim-vicepremier în timpul lui Hrușciov. Poziția lui Mikoian în timpul dezghețului hrușciovian l-a făcut să fie a doua cea mai puternică figură din Uniunea Sovietică din acea perioadă.
Mikoian a efectuat mai multe călătorii importante în Cuba comunistă și în Statele Unite, dobândind o statură importantă pe scena diplomatică internațională, în special prin abilitatea sa de a exercita puterea necoercitivă (soft power) pentru promovarea intereselor sovietice. În 1964, Hrușciov a fost forțat să demisioneze în urma unei lovituri de stat care l-a adus la putere pe Brejnev. Mikoian a ocupat funcția de Președinte al Prezidiul Sovietului Suprem, șeful nominal al statului, din 1964 până la retragerea sa forțată în 1965.

## Tinerețea și cariera politică

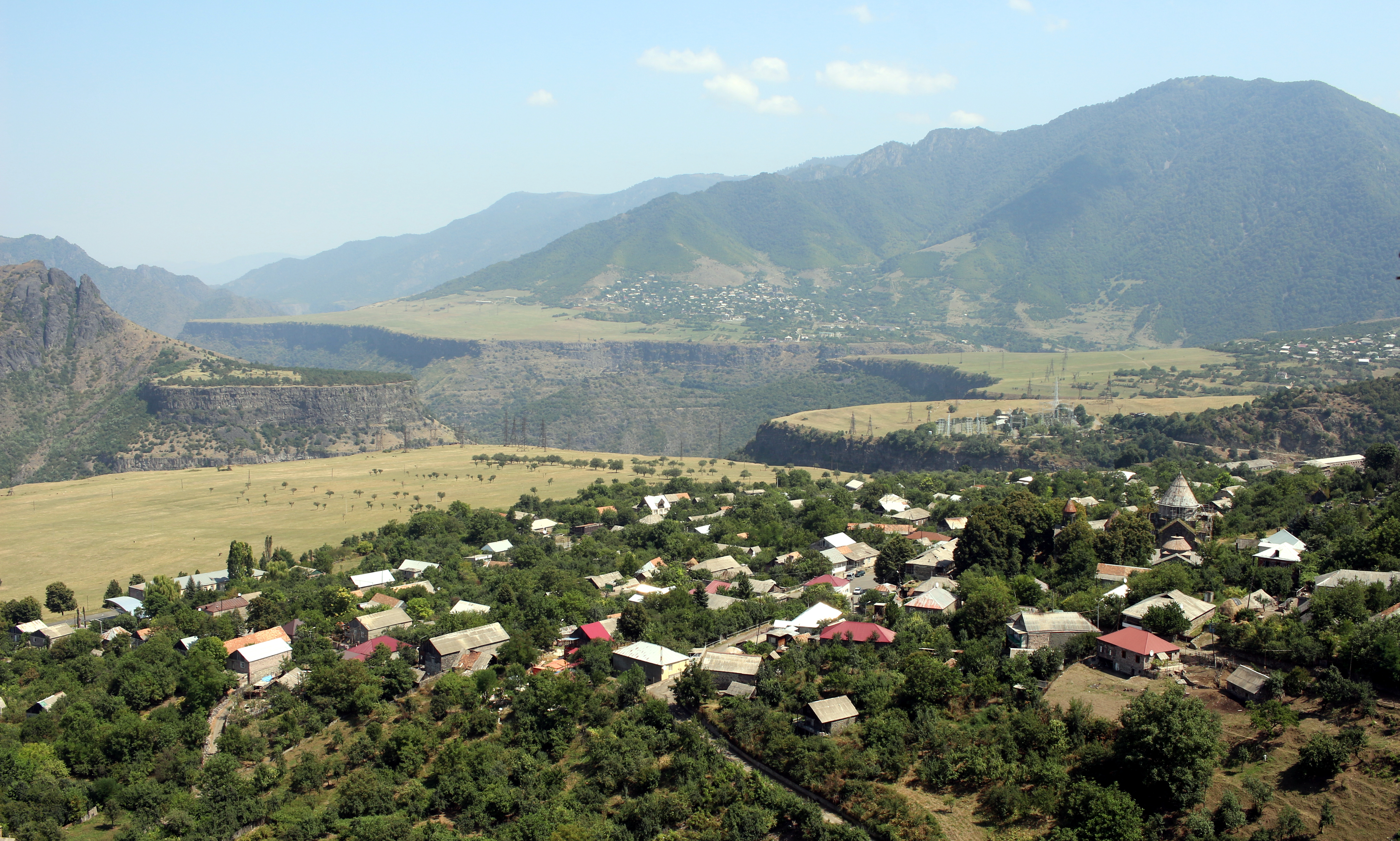
Satul Sanahin în care s-a născut Mikoyan

Mikoyan s-a născut în 1895 în satul Sanahin, pe atunci parte a guberniei Tiflis a Imperiului Rus (astăzi parte a localității Alaverdi din Armenia, în Provincia Lori), din Armenia. Tatăl său, Hovhannes, era tâmplar, iar mama sa, țesătoare de covoare. A avut un frate mai mic, Artem Mikoyan, care avea să fie cofondatorul biroului de proiectare aeronautică MiG, care a devenit unul dintre principalele birouri de proiectare a avioanelor rapide din Aviația militară sovietică.
Mikoyan a urmat curdurile Școlii Nersisiană din Tiflis și ale Seminarul Ghevorghian din Vagharshapat (Echmiadzin)], ambele afiliate la Biserica Apostolică Armeană. Cu toate acestea, religia a jucat un rol din ce în ce mai puțin important în viața lui. Mai târziu avea să remarce că studiile sale aprofundate în teologie l-au apropiat de ateism: „Aveam sentimentul foarte clar că nu credeam în Dumnezeu și că, de fapt, primisem un certificat de neîncredere materialistă; cu cât studiam mai mult subiecte religioase, cu atât mai puțin credeam în Dumnezeu”. Înainte de a deveni activ în politică, Mikoyan se deprinsese deja cu studiul liberalismului și socialismului.
La vârsta de 20 de ani, a format un soviet al muncitorilor în Echmiadzin. În 1915, Mikoyan s-a alăturat în mod oficial facțiunii bolșevice a Partidul Social-Democrat al Muncii din Rusia (cunoscut mai târziu sub numele de Partidul Bolșevic) și a devenit un lider al mișcării revoluționare din Caucaz. Interacțiunile sale cu revoluționarii sovietici l-au condus la Baku, unde a devenit coeditor al ziarului în limba armeană Sotsyal-Demokrat și mai târziu al ziarului în rusă Izvestia Bakinskogo Soveta. În această perioadă, se spune că ar fi jefuit o bancă din Tiflis provocând o explozie cu TNT și că și-ar fi fi spart nasul în lupte de stradă.

## Comuna din Baku

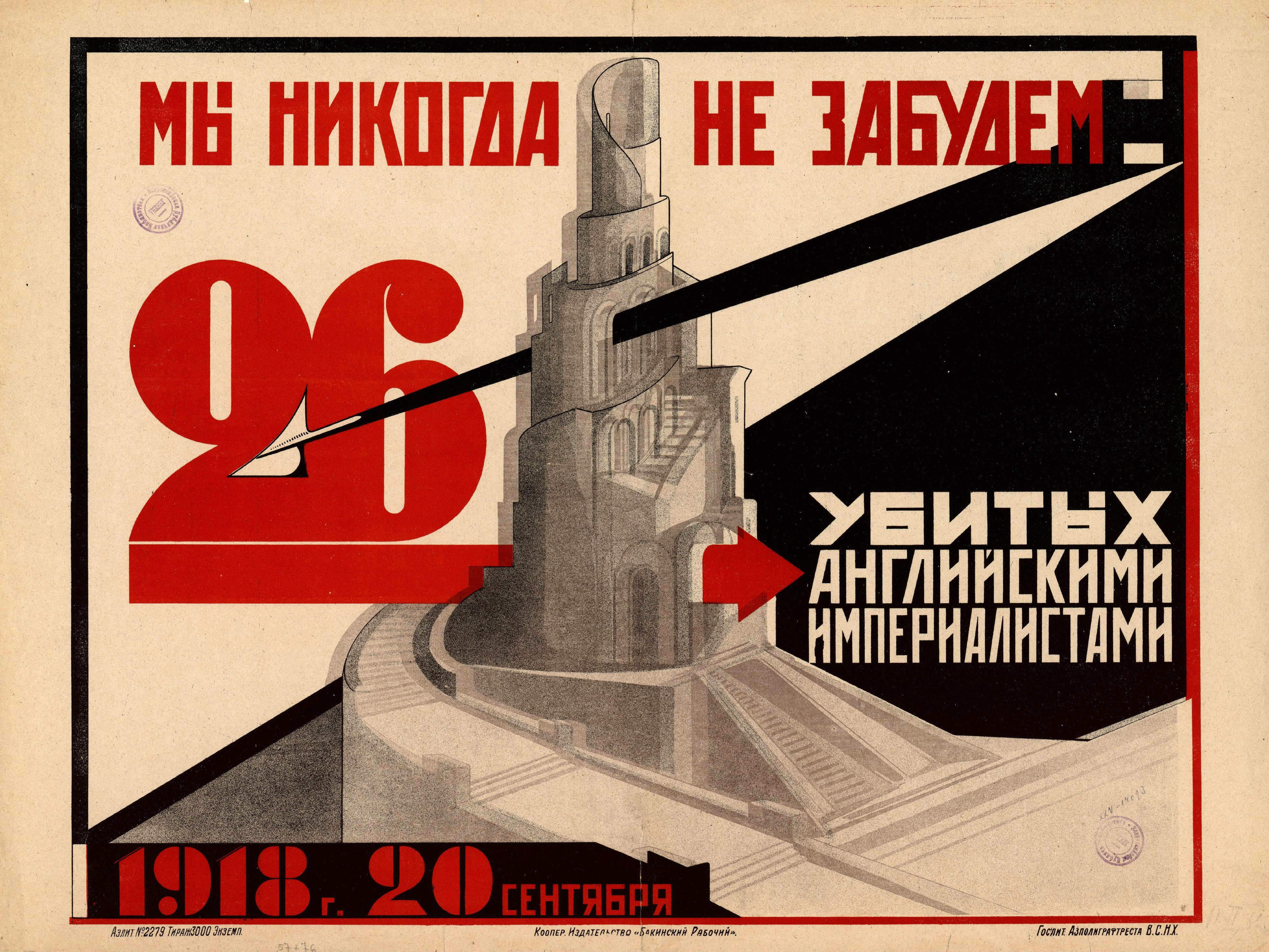
Afiș sovietic din 1925: „Nu-i vom uita niciodată pe cei 26 uciși de imperialiștii englezi. 20 septembrie 1918”

După revoluția din februarie 1917 care a răsturnat guvernul țarist, Mikoyan s-a alăturat bolșevicilor care au luptat împotriva elementelor antibolșevice din Caucaz. Mikoyan a devenit comisar în nou formata Armată Roșie și a continuat să lupte în Baku împotriva forțelor antibolșevice. A fost rănit în lupte și s-a remarcat pentru că a salvat viața colegului de partid Sergo Ordjonikidze . Ulterior, și-a continuat activitatea de partid, devenind unul dintre cofondatorii Comunei din Baku sub conducerea lui Stepan Șaumian. În Baku, a lucrat ca redactor al ziarului armean oficial al Comunei, Teghekatu, și a avut și funcția de comisar politic al miliția armate armeană a acesteia. El a condus preluarea băncilor în aprilie 1918 și apărarea orașului Baku împotriva înaintării armatei turce în iulie 1918.
După căderea orașului Baku, Șaumian și alți lideri bolșevici au fost arestați de către Dictatura Centrocaspică. O unitate de comando, condusă de Mikoyan, a organizat evadarea lor din închisoare, iar ei au fugit traversând Marea Caspică la Krasnovodsk (astăzi Türkmenbașy în actualul Turkmenistan). Cu toate acestea, la Krasnovodsk au fost arestați de către Guvernul transcaspian, care era controlat de  socialiștii-revoluționati aliați cu intervenționiștii britanici. Autoritățile socialist-revolționare i-au executat pe  cei 26 de comisari din Baku, inclusiv pe Șahumian, la 20 septembrie 1918 în stepa turkmenă. . Doar din întâmplare, Mikoyan a evitat soarta lor. După cum a scris jurnalistul american Harrison Salisbury:
„Dacă numele lui Mikoyan ar fi fost pe o listă a liderilor de partid, așa cum ar fi trebuit, ar fi fost reținut, ca și Șaumian, și ar fi fost executat împreună cu el - ar fi fost executați douăzeci și șapte, nu douăzeci și șase de comisari. Prin acest simplu accident, Mikoyan a scăpat, iar Șaumian nu. Mikoyan avea să se întrebe yoată viața lui despre acest accident, simțindu-se cumva vinovat că el a trăit în timp ce conducătorul său iubit, Șaumian, și ceilalți tovarăși ai săi au murit”
.
După ce a fost eliberat în februarie 1919, Mikoyan s-a întors la Baku și și-a reluat activitățile acolo, ajutând la înființarea Biroului din Baku al Comitetului Regional al Caucazului (kraikom). În mijlocul Războiului Civil Rus, Comitetul Central l-a repartizat în 1920 pe Mikoyan la organizația de partid din Nijni Novgorod. În perioada 1922-1926, a devenit secretar al Biroului de Sud-Est al Partidului Comunist și al succesorului acestuia, kraikomul din Caucazul de Nord. În această poziție, Mikoyan a susținut acordarea statutului de autonomie Ceceniei. În 1923, a fost ales în CC al PCUS și a rămas membru al acestui organism timp de peste 50 de ani.

## Membru al Politburo

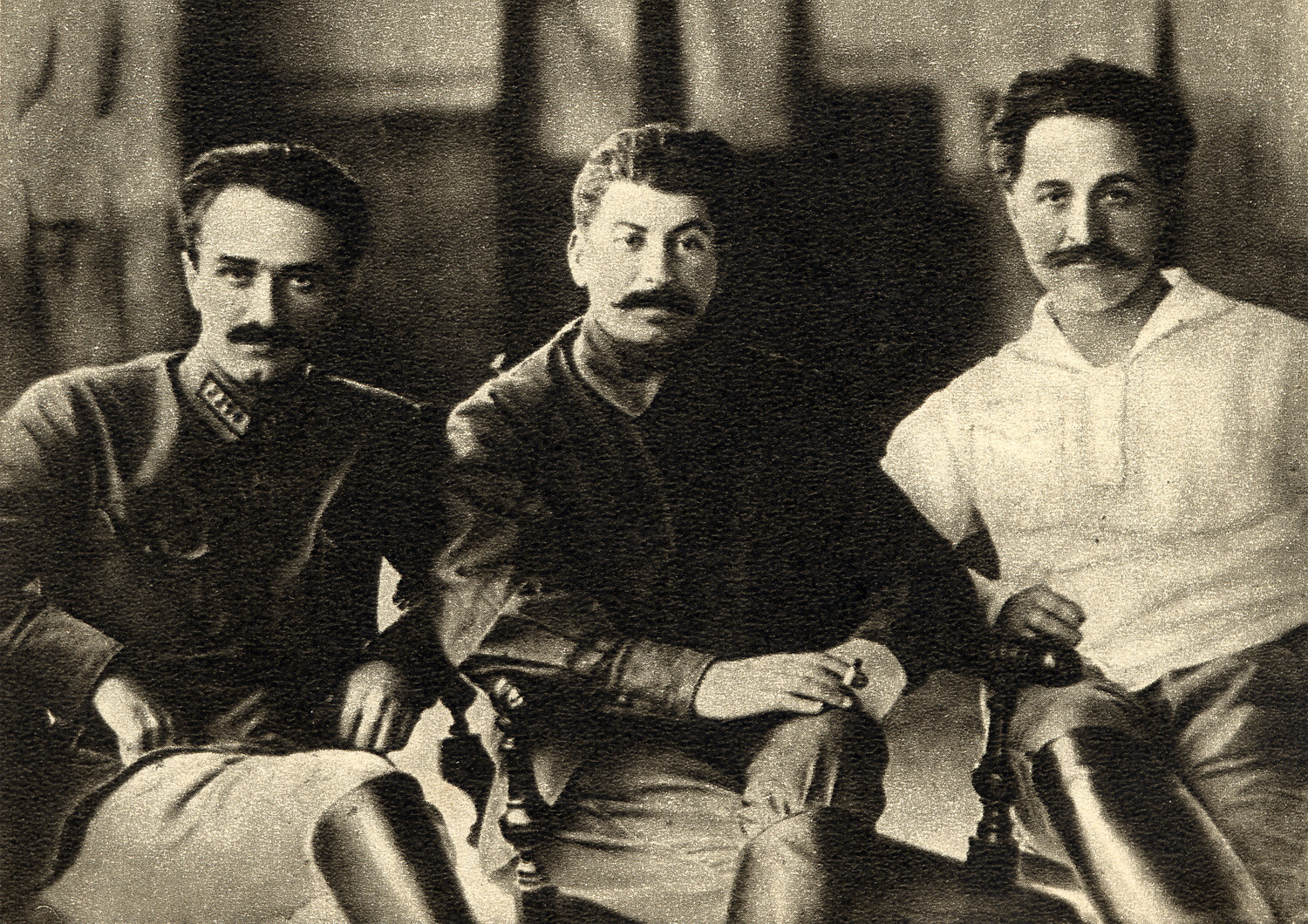
Trioul caucazian: De la stânga la dreapta, Mikoyan, Iosif Stalin și Sergo Ordjonikidze în 1925

Mikoyan l-a susținut pe Stalin, pe care l-a întâlnit pentru prima dată în 1919, în lupta pentru putere care a urmat morții lui Lenin în 1924. În timpul celui de-al XI-lea Congres al PCUS, în 1922, înainte ca să izbucnească lupta deschiă pentru putere dintre Stalin și Lev Troțki, Mikoyan l-a caracterizat pe Troțki ca fiind „un om de stat, dar nu de partid”. Spunând asta, „a rezumat ceea ce mulți membri ai vechii gărzi bolșevice gândeau, dar nu rosteau încă în public”
În calitate de comisar al poporului pentru comerțul exterior și interior din 1926, a importat idei din Occident, precum fabricarea de conserve. În 1935 a fost ales în Politburo și a fost unul dintre primii lideri sovietici care a efectuat călătorii de cutuazie în Statele Unite ale Americii pentru a stimula cooperarea economică. Mikoyan a petrecut trei luni în Statele Unite, unde nu numai că a aflat mai multe despre industria alimentară, dar s-a întâlnit și a discutat cu Henry Ford și a vizitatmagazinul Macy's din New York. Când s-a întors, Mikoyan a introdus în Uniunea Sovietică o serie de produse de consum populare americane, inclusiv hamburgerii americani, înghețata, fulgii de porumb,  floricelele de porumb, sucul de roșii, grepfrutul și porumbul fiert.
Mikoyan a coordonat un proiect de realizare a unei cărți de bucate pentru gospodine, care să încurajeze întoarcerea la bucătăria tradițională. Rezultatul acestor eforturi, Cartea mâncărurilor gustoase și sănătoase, a fost publicată în 1939, iar ediția din 1952 s-a vândut în 2,5 milioane de exemplare. Mikoyan a contribuit la inițierea producției de înghețată în URSS și a păstrat calitatea înghețatei sub controlul său personal până când a fost demis. Stalin a făcut o glumă pe această temă, afirmând: „Ție, Anastas, îți pasă mai mult de înghețată, decât de comunism”. Mikoyan a contribuit, de asemenea, la dezvoltarea producției de carne în URSS (în special, așa-numitul „cotlet Mikoyan”), iar una dintre fabricile de mezeluri din epoca sovietică a fost numită după el).

## Marea Epurare
La sfârșitul anilor 1930, Stalin a inițiat Marea Epurare, o serie de campanii de represiune și persecuție politică în Uniunea Sovietică, orchestrate împotriva membrilor Partidului Comunist, precum și a țăranilor și a persoanelor fără apartenență politică. În evaluarea rolului lui Mikoyan în epurări, istoricul Simon Sebag-Montefiore afirmă că acesta „s-a bucurat de reputația unuia dintre cei mai decenți lideri: cu siguranță a ajutat victimele mai târziu și a lucrat din greu pentru a anula regimul lui Stalin după moartea liderului”. Mikoyan a încercat să îi salveze pe câțiva tovarăși apropiați de la execuție. Cu toate acestea, în 1936, el a susținut cu entuziasm execuția lui Grigori Zinoviev și Lev Kamenev, susținând că a fost un „verdict corect”. La fel ca și alți oficiali de frunte în 1937, Mikoyan a semnat listele cu condamnați la moarte care i-au fost date de NKVD. Epurările au fost deseori efectuate de oficiali apropiați de Stalin, cărora li s-a încredințat această sarcină în mare parte ca o modalitate de a le testa loialitatea față de regim.
În septembrie 1937, Stalin i-a trimis peNKVD-iștii Gheorghi Malenkov și Mihail Litvin la Erevan, capitala Armeniei Sovietică, ca răspuns la moartea lui Sahak Ter-Gabrielyan. Misiunea lor a fost de a supraveghea epurarea Partidului Comunist Armean și a liderilor săi, Primul secretar, Amatuni Simoni Amatuni, și NKVD-ului local, Hacik Mughdusi, ambii apropiați ai lui Beria. Stalin l-a trimis mai târziu și pe Mikoyan în Armenia, pentru a-i testa loialitatea și pentru a trimite un semnal liderilor armeni sovietici. Stalin începuse să nu mai aibă încredere în Mikoyan din cauza indulgenței sale față de cei supuși epurărilor. În mai multe cazuri, Mikoyan a intervenit în favoarea prietenilor și colegilor săi pentru a-i salva. În timpul misiunii sale în Armenia, Mikoyan a încercat, dar nu a reușit, să îl salveze pe Daniel "Danuș" Șahverdian de la execuție. Cu toate acestea, la ordinul lui Stalin, Mikoyan a condus atacul împotriva lui Amaturi în timpul unei sesiuni furtunoase din septembrie 1937 a Comitetului Central al Partidul Comunist Armean, în timpul căreia acesta din urmă l-a numit pe trimisul lui Stalin „mincinos”. Mai mult de o mie de persoane au fost arestate, iar șapte din cei nouă membri ai Biroului Politic armean au fost destituiți din funcție.

## Al Doilea Război Mondial
În septembrie 1939, ca rezultata al semnării Pactului Molotov-Ribbentrop, Germania Nazistă și Uniunea Sovietică și-au stabilit propriile sfere de influență în Polonia și în Europa de Est. Sovieticii au arestat 26.000 de ofițeri polonezi în partea de est a Poloniei, iar în martie 1940, după unele deliberări, Stalin și alți cinci membri ai Biroului Politic, printre care și Mikoyan, au semnat un ordin pentru executarea lor ca „naționaliști și contrarevoluționari”. Când Germania a invadat Uniunea Sovietică în iunie 1941, Mikoyan a fost însărcinat cu organizarea transportului de alimente și provizii pentru Armata Roșie. Fiul său Vladimir, pilot în Forțele Aeriene Roșii, a murit în luptă când avionul său a fost doborât deasupra Stalingradului{{sfn|Montefiore|2005|p=463
Mikoyan este, de asemenea, recunoscut pentru rolul său semnificativ în relocarea, în 1941, a industriei sovietice din orașele vestice amenințate, precum Moscova și Leningrad, către est, în Ural, Siberia de Vest, regiunea Volga și alte zone mai sigure.
În februarie 1942, din ordinul lui Stalin, Mikoyan a devenit reprezentant special al Comitetului de Stat pentru Apărare. Nu fusese membru al Comitetului până în acel moment, deoarece Beria credea că Mikoyan era mai util în administrația guvernamentală. Mikoyan a fost decorat cu medalia „Erou al Muncii Socialiste” în 1943 pentru eforturile sale. În 1946, a devenit vicepremier al Consiliului de Miniștri. În calitate de ministru al comerțului exterior, a fost responsabil de dezmembrarea industriei și a infrastructurii din Germania de Est ocupată de sovietici pentru a fi recuperate ca despăgubiri de război.

## Dezghețul lui Hrușciov și destalinizarea
Cu puțin timp înainte de  moartea sa din 1953, Stalin a luat în considerare lansarea unei noi epurări împotriva lui Mikoyan, Viaceslav Molotov și a altor câtorva lideri de partid. Mikoyan și alții au început treptat să cadă în dizgrație și, chiar au fost acuzați că au complotat împotriva lui Stalin. Până la urmă, planurile lui Stalin nu au ajuns să fie puse în practică, deoarece a murit înainte de a le pune în aplicare. Mikoyan s-a opus la început pedepsirii lui Beria, mâna dreaptă a lui Stalin, dar mai târziu a cedat în fața sprijinului puternic în rândul membrilor de partid pentru arestarea acestuia. Mikoyan a rămas în guvern după moartea lui Stalin, în postul de Ministrul Comerțului în guvernul premierului Malenkov. El l-a sprijinit pe Nikita Hrușciov în lupta pentru putere și, în semn de recunoaștere a serviciilor sale, a fost numit prim-vicepremier al Uniunii Sovietice.
În 1956, Mikoyan l-a ajutat pe Hrușciov să pregătească  „Discursul secret”. Hrușciov a ținut acest discurs la Congresul al XX-lea al Partidului, care a denunțat Cultul personalității lui Stalin. Mikoyan a fost însă primul care a avut un discurs antistalinist la acest congres. Împreună cu Hrușciov, a ajutat la înlăturarea unora dintre restricțiile sufocante asupra culturilor naționale impuse în timpul lui Stalin. În 1954, a vizitat Armenia natală și a ținut un discurs în Erevan, unde i-a încurajat pe armeni să reediteze operele lui Raffi (Hakob Melik Hakobian și ale scriitorului Yeghishe Charents, victimă a epurărilor staliniste. Acționând din umbră, i-a ajutat pe liderii sovietici armeni pentru reabilitarea foștilor „dușmani” din republică. El a colaborat cu Lev Șahumian (fiul lui Stepan) și cu doi supraviețuitori ai Gulagului, Alexei Snegov și Olga Șatunovskaia, în procesul de destalinizare.
În 1957, Mikoyan a refuzat să susțină o încercare a lui Malenkov și Molotov de înlăturare a lui Hrușciov de la putere, asigurându-și astfel poziția de unul dintre cei mai apropiați aliați ai lui Hrușciov în timpul [[deaghețul Hrușciov| „dezghețului”. El l-a susținut pe Hrușciov din cauza sprijinului său ferm pentru destalinizare și a convingerii sale că un triumf al complotiștilor ar fi putut da naștere la epurări similare celor din anii 1930. 
În 1962, Hrușciov i-a trimis pe Mikoyan și pe Frol Kozlov la Novocerkassk pentru a face față tulburărilor tot mai mari din orașul din sudul țării. Deși Mikoyan s-a opus forței și a căutat dialogul cu demonstranții, Kozlov a insistat pentru un răspuns dur, ceea ce a dus la masacrul de la Novocherkassk

## Activitatea diplomatică

### China
Mikoyan a fost primul membru al Politburo care a intrat în contact direct cu președintele Partidului Comunist Chinez, Mao Zedong. El a sosit la sediul lui Mao la 30 ianuarie 1949, cu o zi înainte ca guvernul naționalist al lui Chiang Kai-shek să fie forțat să abandoneze Nanjingul, care era pe atunci capitala Chinei, și să se mute la Guangzhou. Mikoyan a relatat că Mao îl proclama pe Stalin drept liderul suprem al comunismului mondial și „învățător al poporul chinez”, dar în raportul său a adăugat că Mao nu credea cu adevărat ceea ce spunea. La îndemnul lui Stalin, Mikoyan a cerut comuniștilor chinezi să îl aresteze pe jurnalistul american Sidney Rittenberg.

### Cehoslovacia
La 11 noiembrie 1951, Mikoyan a făcut o vizită neașteptată la Praga pentru a transmite un mesaj din partea lui Stalin președintelui Klement Gottwald, insistând ca Rudolf Slánský, fostul secretar general al Partidului Comunist Cehoslovac, să fie arestat. Când Gottwald a ezitat, Mikoyan a întrerupt interviul pentru a-l suna pe Stalin, înainte de a repeta cererea, după care Gottwald a capitulat. Acesta a fost cel mai mare pas individual spre pregătirea  „Procesului conducerii centrului conspirativ antistatal condus de Rudolf Slánský”. Rolul lui Mikoyan în represiunea din Cehoslovacia a fost ținut secret până în 1968, în timpul „Primăverii” de la Praga.

### Ungaria
În iulie 1956, Mikoyan a vizitat Republica Populară Ungară pentru supravegherea înlăturării dictatorului Mátyás Rákosi. El s-a întors în octombrie pentru a aduna informații despre criza în curs de dezvoltare cauzată de revoluția împotriva guvernului  Partidului Muncitorilor Maghiari de acolo. Împreună cu Mihail Suslov, Mikoyan a călătorit la Budapesta într-un  transportor blindat, având în vedere schimburile de focuri de pe străzi. El a trimis o telegramă la Moscova în care raporta impresiile sale despre situație. „Am avut impresia că Ernő Gerő în special, dar și ceilalți tovarăși, exagerează forța adversarului și subestimează propria lor forță”. Mikoyan s-a opus cu vehemență deciziei lui Hrușciov și a membrilor Politburo de folosire a trupelor sovietice pentru înăbușirea revoluției, considerând că aceasta ar distruge reputația internațională a Uniunii Sovietice, susținând în schimb aplicarea „intimidării militare” și a presiunii economice. Zdrobirea revoluției de către forțele sovietice aproape că a dus la demisia lui Mikoyan.

### Statele Unite
Liberalizarea de către Hrușciov a politicilor de linie dură a dus la o îmbunătățire a relațiilor dintre Uniunea Sovietică și Statele Unite ale Americii la sfârșitul anilor 1950. În calitate de emisar principal al lui Hrușciov, Mikoyan a vizitat Statele Unite de mai multe ori. În ciuda instabilității dintre cele două superputeri datorată Războiului Rece, mulți americani l-au primit pe Mikoyan în mod amiabil, inclusiv democratul din Minnesota Hubert Humphrey, care l-a caracterizat ca fiind o persoană care a dat dovadă de „flexibilitate în atitudine” și guvernatorul statului New York, Averell Harriman, care l-a descris ca fiind un politician sovietic „mai puțin rigid”.
În noiembrie 1958, Hrușciov a făcut o încercare nereușită de a transforma întregul Berlin într-un „oraș liber” independent și demilitarizat, dând Statelor Unite, Marii Britanii și Franței un ultimatum de șase luni pentru a-și retrage trupele din sectoarele pe care le mai ocupau în Berlinul de Vest, în caz contrar urmând să transfere controlul asupra drepturilor occidentale de acces autorităților est-germane. Mikoyan a dezaprobat acțiunile lui Hrușciov, susținând că acestea încălcau „principiile partidului”. Hrușciov a propus ultimatumul Occidentului înainte de a-l discuta cu Comitetul Central. Ruud van Djik, un istoric, credea că Mikoyan era furios pentru că Hrușciov nu l-a consultat în legătură cu această propunere. Când Hrușciov i-a cerut lui Hrușciov să reducă tensiunea cu Statele Unite, Mikoyan a răspuns: „Tu ai început, așa că du-te!” to ease tension with the United States, Mikoyan responded, "You started it, so you go!"
Până la urmă, Mikoyan a plecat în cele din urmă la Washington, aceasta fiind prima dată când un membru de rang înalt al Consiliul de Miniștri al URSS a vizitat Statele Unite în cadrul unei misiuni diplomatice pe lângă conducerea acesteia. În plus, Mikoyan a abordat misiunea cu o simplitate fără precedent, începând cu formularea cererii sale de viză adresată Ambasadei SUA în vederea efectuării unei „vacanțe de două săptămâni” în timpul căreia să îl viziteze peprietenul său, Mihail Menșikov, ambasadorul sovietic de atunci în Statele Unite. În timp ce Casa Albă a fost luată prin surprindere de această misiune diplomatică aparent improvizată, Mikoyan a fost invitat să vorbească în fața a numeroase organizații americane de elită, cum ar fi Consiliul pentru Relații Externe și Detroit Club. În prezența unei audiențe numeroase, Mikoyn și-a exprimat speranța ca URSS să aibă o relație mai pașnică cu SUA. În timp ce se afla în Cleveland, Mikoyan i-a dăruit o troika (atelaj de trei cai) industriașului Cyrus Eaton și a admirat Terminal Tower din oraș, care i-a amintit de clădirea principală a Universității de Stat din Moscova
Pe lângă astfel de întâlniri bine primite, Mikoyan a profitat de oportunități mai informale de a se întâlni cu oamenii obișnuiți, cum ar fi luarea micului dejun la un restaurant Howard Johnson's de pe autostrada New Jersey, vizita la magazinul universal Macy's din New York și întâlnirile cu cu celebrități din Hollywood, precum Jerry Lewis și Sophia Loren, mai înainte să fie primit de președintele Dwight Eisenhower și de secretarul de stat John Foster Dulles. Deși Mikoyan nu a reușit să modifice politica americană față de Berlin, el a fost apreciat în SUA pentru reducerea tensiunilor internaționale, prin accentul inovator pus pe așa-numita „soft diplomacy”, atitudine care a fost apreciat de publicul american. Deși Mikoyan nu a reușit să modifice politica americană față de Berlin.
Mikoyan a dezaprobat plecarea lui Hrușciov de la Summitul de la Paris din 1960 din cauza  „Crizei U-2”, care, în opinia sa, a menținut tensiunea în Războiul Rece la un nivel ridicat pentru încă 15 ani. Cu toate acestea, în tot acest timp, a rămas cel mai apropiat aliat al lui Hrușciov în eșaloanele superioare ale conducerii sovietice. După cum a remarcat mai târziu Mikoyan, Hrușciov „s-a angajat [în] istericale impardonabile”
În noiembrie 1963, Mikoyan a fost rugat de Hrușciov să reprezinte URSS la funeraliile de stat ale președintelui John F. Kennedy. La ceremonia de înmormântare, Mikoyan a părut vizibil afectat de moartea președintelui american și a fost abordat de Jacqueline Kennedy, care l-a luat de mână și i-a transmis următorul mesaj: „Vă rog să-i spuneți domnului președinte [Hrușciov] că știu că el și soțul meu au lucrat împreună pentru o lume pașnică, iar acum el și dumneavoastră trebuie să continuați munca soțului meu”. Potrivit secretarului de stat de atunci Dean Rusk, mesajul lui Jacqueline Kennedy a fost mult mai scurt și la obiect: „Soțul meu este mort. Acum pacea depinde de voi” .

### Cuba șiCriza rachetelor cubaneze
Guvernul sovietic a salutat răsturnarea președintelui cubanez Fulgencio Batista de către  rebelii pro-socialiști ai lui Fidel Castro în cadrul  Revoluției Cubaneze din 1959. Hrușciov și-a dat seama de potențialul unui aliat sovietic în Caraibe și l-a trimis pe Mikoyan ca unul dintre diplomații de top în America Latină. El a fost primul oficial sovietic care a vizitat Cuba după revoluție, cu excepția ofițerilor de informații sovietici, și a obținut acorduri comerciale importante cu noul guvern. Mikoyan a plecat din Cuba cu o impresie foarte bună, spunând că atmosfera de acolo l-a făcut să se simtă „ca și cum m-aș fi întors în copilărie”. 
Hrușciov i-a spus lui Mikoyan despre ideea sa de trimitere de rachete sovietice în Cuba. Mikoyan s-a opus ideii și s-a opus și mai mult acordării posibilității de acordare a controlului asupra rachetelor sovietice noilor aliați cubanezi. La începutul lunii noiembrie 1962, după ce Statele Unite și Uniunea Sovietică au căzut de acord asupra unui plan de  retragere a rachetele nucleare sovietice din Cuba, Hrușciov l-a trimis pe Mikoyan la Havana ca să-l convingă pe Castro să coopereze la retragerea rachetelor. Chiar înainte de începerea negocierilor cu Castro, Mikoyan a fost informat despre moartea soției sale, Ashkhen, la Moscova. În loc să se întoarcă în capitala sovietică pentru înmormântare, Mikoyan a ales să rămână la Havana și și-a trimis fiul Sergo la Moscova.
Castro a fost ferm convins că rachetele trebuie să rămână, dar Mikoyan, care dorea să evite o confruntare cu Statele Unite, a încercat să-l convingă de contrariu. El i-a spus lui Castro: „Știți că nu numai în aceste scrisori, ci și astăzi, noi menținem poziția că veți păstra toate armele și toți specialiștii militari, cu excepția armelor ofensive și a personalului de serviciu asociat, pe care Hrușciov a promis să le retragă prin scrisoarea sa [din 27 octombrie]”. Castro a refuzat mai întâi ideea unor concesii suplimentare, și anume îndepărtarea bombardierelor Il-28 și a armelor nucleare tactice rămase în Cuba. Dar, după câteva săptămâni de negocieri tensionate și istovitoare, el a cedat în cele din urmă, iar rachetele și bombardierele au fost îndepărtate în luna decembrie a aceluiași an.

## În funcția de șef de stat și retragerea
La 15 iulie 1964, Mikoyan a fost numit în funcția de Președinte al  Prezidiului Sovietului Supre|, înlocuindu-l pe Leonid Brejnev, care fusese promovat în cadrul partidului. Noua poziție a lui Mikoyan a fost în mare parte ceremonială. S-a remarcat faptul că se luase în considerare starea de sănătate precară și vârsta înaintată a acestuia.
Unii istorici sunt convinși că, în 1964, Mikoyan credea că Hrușciov devenise o povară pentru partid și că a fost implicat în lovitura de stat din octombrie 1964, care i-a adus la putere pe Brejnev și pe Aleksei Kosîghin. Cu toate acestea, William Taubman contestă acest lucru, deoarece Mikoyan a fost singurul membru al Prezidiului (numele Politburo-ului în acea perioadă) care l-a apărat pe Hrușciov. Cu toate acestea, Mikoyan a votat pentru retragerea lui Hrușciov (astfel încât, în stilul tradițional sovietic, votul să fie unanim). Singur printre colegii lui Hrușciov, Mikoyan i-a urat succes fostului lider la pensie și, singur, l-a vizitat pe Hrușciov la dacea sa câțiva ani mai târziu. Mikoyan a depus o coroană de flori și a trimis o scrisoare de condoleanțe la înmormântarea lui Hrușciov în 1971.
Din cauza faptului că a încercat într-o primă fază să îi ia apărarea lui Hrușciov în timpul înlăturării acestuia, Mikoyan și-a pierdut poziția înaltă în fața noii conduceri sovietice. Politburo l-a forțat pe Mikoyan să se retragă din scaunul său în Politburo din cauza vârstei înaintate. Mikoyan și-a pierdut rapid și postul de șef de stat, fiind succedat în această funcție de Nikolai Podgornîi pe 9 decembrie 1965. După ce a fost pensionat forțat, Mikoyan, la fel ca Hrușciov, a scris memorii sincere, dar selective, despre cariera sa politică, inclusiv despre activitatea sa revoluționară din Baku.
A murit la 21 octombrie 1978, la vârsta de 82 de ani, din cauze naturale și a fost înmormântat la Cimitirul Novodevici din Moscova.

## Personality and legacy
Simon Sebag-Montefiore s-a referit la Mikoyan ca fiind „subțire, circumspect, viclean și harnic”. Un om inteligent, el stăpânea mai multe limbi străine. Pe lângă armeană și rusă, înțelegea engleza și a învățat germana de unul singur atât de bine, că a tradus versiunea germană a lucrării Das Kapital' a lui Karl Marx în limba rusă. Spre deosebire de mulți alții, Mikoyan nu se temea să intre în discuții aprinse cu Stalin. „Nu te plictiseai niciodată cu Mikoyan”, și-a amintit Artiom Sergheev, fiul adoptiv al lui Stalin, în timp ce Hrușciov l-a numit un adevărat cavaler. Cu toate acestea, Hrușciov l-a numit „acea vulpe șireată din est”. Într-o conversație apropiată cu Viaceslav Molotov și Nikolai Buharin, Stalin s-a referit la Mikoyan ca la o „rățușcă în politică”. Stalin a notat, totuși, că dacă Mikoyan ar fi primit vreodată o lovitură serioasă, s-ar fi perfecționat. Mikoyan a avut cinci băieți (Stepan, Vladimir, Aleksei, Vano și Sergo) și i-a adoptat pe cei doi fii ai regretatului lider bolșevic Stepan Șahumyan. Avea atât de mulți copii în grijă încât el și soția sa s-au confruntat cu probleme financiare. Soția sa, Ashkhen, împrumuta bani de la soțiile membrilor Politburo care aveau mai puțini copii. Dacă Mikoyan ar fi descoperit acest lucru, s-ar fi înfuriat, după cum își aminteau copiilor lui.
Mikoyan era extrem de mândru de identitatea sa armeană, iar în 1959, în cadrul unei întâlniri la Washington cu vicepreședintele american Richard Nixon, a ridicat chiar problema tratamentului aplicat armenilor din Turcia. Lui Mikoyan i-a plăcut foarte mult să se întâlnească cu alți armeni din străinătate, inclusiv cu fostul ambasador al SUA, Edward Djerejian. Cu toate acestea, în Armenia post-sovietică, moștenirea lui Mikoyan este controversată. Criticii săi subliniază participarea sa la epurările din Armenia din anii 1930, la ordinul lui Stalin. Susținătorii săi susțin că a fost o figură majoră pe scena politică mondială și, de obicei, subliniază rolul său în dezamorsarea crizei rachetelor din Cuba. Alții subliniază rolul important al lui Mikoyan în destalinizarea Armeniei, inclusiv discursul său din martie 1954 de la Erevan și implicarea sa semnificativă în reabilitări. Contribuțiile lui Mikoyan la dezvoltarea statului armean sovietic au inclus sprijinul pentru proiecte economice majore, cum ar fi  Canalul Arpa-Sevan. În calitate de adjunct al Sovietului Suprem pentru Erevan, a menținut legături strânse cu lideri armeni sovietici și s-a consultat în mod regulat cu aceștia cu privire la problemele armenești. Deși a avut o capacitate limitată sa de a-i ajuta pe liderii armeni din Nagorno-Karabah, a fost sensibil la preocupările armenilor iar fiul său Sergo a fost mai târziu un susținător important al mișcării pentru trecerea regiunii sub controlul Armeniei. În ciuda rupturii sale cu Biserica armeană, Mikoyan a păstrat relații bune cu catolicosul Vazgen I. A fost, de asemenea, un susținător al compozitorului Aram Haciaturian  și l-a numărat pe mareșalul Hovhannes Bagramyan printre prietenii săi apropiați 
Supranumit „Supraviețuitorul” într-o epocă tulbure, Mikoyan a fost unul dintre puținii bolșevici vechi care a fost cruțat de epurările lui Stalin și s-a putut retrage confortabil din viața politică. Acest lucru a fost evidențiat într-o serie de ziceri populare în limba rusă, printre care „De la Ilici [Lenin] la Ilici [Brejnev] ... fără atac de cord sau accident vascular cerebral!”. Un oficial sovietic veteran i-a descris cariera politică în felul următor: „Ticălosul a fost capabil să meargă prin Piața Roșie într-o zi ploioasă fără umbrelă fără să se ude. Putea să se ferească de picăturile de ploaie”.

## Decorații și premii
- Erou al Muncii Socialiste
- Ordinul Lenin (de 6 ori)
- Ordinul Revoluția din Octombrie
- Ordinul Steagul Roșu